# Burnaby Central
Circonscription électorale fédérale du Canada
Burnaby Central est une circonscription électorale fédérale canadienne de la Colombie-Britannique située dans la région métropolitaine de Vancouver au sud-ouest de la province. Elle contient une partie de la ville de Burnaby. 
Elle est créée en 2023 d'une grande partie de l'ancienne circonscriptions de Burnaby-Sud ainsi que de parties de l'ancienne circonscription de New Westminster—Burnaby et de la circonscription de Burnaby-Nord—Seymour.
Les circonscriptions limitrophes sont : 
- au nord : Burnaby-Nord—Seymour
- à l'est : Port Moody—Coquitlam
- au sud-est : New Westminster—Burnaby—Maillardville
- au sud : Vancouver Fraserview—Burnaby-Sud
- à l'ouest : Vancouver Kingsway
- au nord-ouest : Vancouver-Est

## Députés
| Législature                                                                           | Années        | Député     | Parti | Parti   |
| ------------------------------------------------------------------------------------- | ------------- | ---------- | ----- | ------- |
| Burnaby Central issue de Burnaby-Sud, New Westminster—Burnaby et Burnaby-Nord—Seymour |               |            |       |         |
| 45e                                                                                   | 2025–en cours | Wade Chang |       | Libéral |

## Résultats électoraux
Modèle:Élection générale canadienne de 2025 — Burnaby Central